# Japan Asia Airways
Pour les articles homonymes, voir JAA.
Japan Asia Airways (code AITA : EG ; code OACI : JAA) était une compagnie aérienne japonaise, filiale de la Japan Airlines de 1975 à 2008. Elle était spécialisée dans les liaisons régionales en Asie.

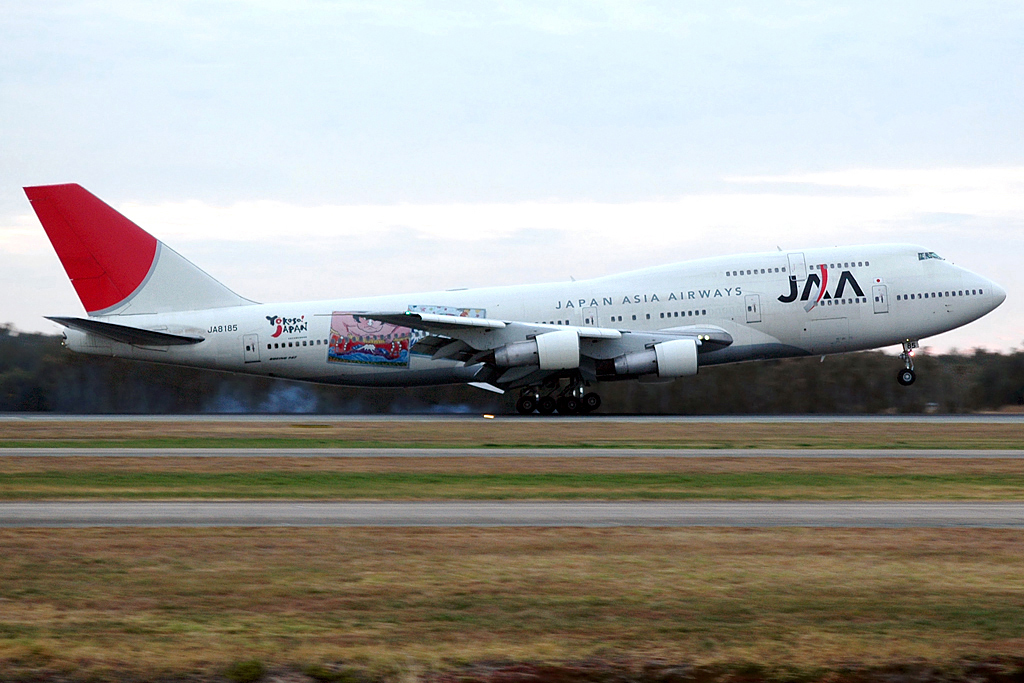
Boeing 747 de Japan Asia Airways en 2007 à Brisbane.